# Kazimierz Rojowski
Kazimierz Rojowski herbu Cholewa (ur. 3 kwietnia 1851 w Maria Enzersdorf,  zm. 21 marca 1906 we Lwowie) – polski ziemianin, polityk konserwatywny i poseł do austriackiej Rady Państwa

## Życiorys
Ukończył szkołę ogólnokształcącą we Lwowie, po czym studiował nauki techniczne w Grazu (1870-1872). Odbył służbę wojskową w armii austro-węgierskiej jako jednoroczny ochotnik.
Ziemianin, właściciel dóbr  Kabarowce w pow. złoczowskim a następnie Humenów w pow. kałuskim. W tych ostatnich był przez pewien czas wójtem i przyczynił się do rozwoju miejscowego tkactwa. Przez trzy lata był dyrektorem banku rolniczego w Kałuszu, a także przewodniczącym sekcji Galicyjskiego Towarzystwa Gospodarskiego w Kałuszu, prezesem rady nadzorczej w tamtejszej Kasie Zaliczkowej. Otrzymał honorowe obywatelstwo Zborowa.
Z poglądów konserwatysta (podolak), był członkiem Rady Powiatu w Kałuszu (1886–1897), przez pewien czas członek Wydziału Powiatowego. Poseł do austriackiej Rady Państwa IX kadencji (27 marca 1897 – 7 września 1900) wybranym w kurii X (powszechnej w okręgu wyborczym nr 10 (Stryj, Skole, Turka, Borynia, Żydaczów, Mikołajów, Żurawno, Bóbrka, Chodorów, Dolina, Bolechów, Rożniatów, Kałusz, Wojniłów). W parlamencie należał do frakcji posłów konserwatywnych (podolaków) w Kole Polskim w Wiedniu.

## Rodzina i życie prywatne
Syn przedsiębiorcy naftowego Emanuela Pflügela, adoptowany przez Kajetana Rojowskiego, polskiego szlachcica i właściciela dóbr. Ożenił się dwukrotnie: w 1875 z Karoliną z Scholzów, a po jej śmierci z Ludwiką z domu Köhler. Zmarł bezpotomnie.